# 破邪の御太刀
破邪の御太刀（はじゃのおんたち）は、江戸時代（19世紀）に作られたとされる日本刀（大太刀）である。山口県下松市の市指定有形文化財に指定されており、同市の花岡八幡宮が所蔵する。全長465センチメートル、重量75キログラムと日本一大きい日本刀と言われている。

## 概要
幕末、花岡八幡宮が鎮座する周防下松では、長州藩の志士たちを中心に住民の間にも尊王攘夷思想が浸透、台頭していた。1859年（安政6年）に花岡八幡宮で創始1150年を記念する式年大祭が行われることになり、氏子たちは同祭に合わせて奉納する刀として「邪気を払い、平和な社会を築こう」との思いから、「破邪顕正（はじゃけんしょう、邪なものを打ち破って正しい考えを示すこと）の太刀」として製作された。
本作は肥後菊池延寿派の刀工である藤原国綱によって作られた。延寿派は山城国で活躍していた刀工一派である来派から分かれた流派で、来国行の女婿である延寿太郎国村が南北朝時代に菊池武房の招聘によって菊池へ移住したのが始まりとされている。太郎国村は京との文化交流にも熱心であり、以下代々皇室への忠勤に励んでおり南朝方に仕えていた。国綱は太郎国村から27代孫にあたるとされ、作刀当時は故あって肥後細川藩を逐電しており、長州藩を頼りにして下松平田で鍛冶業をしていた。花岡八幡宮の氏子たちは皇室への崇尊が篤いことで知られる延寿派の刀工ということで、国綱に途轍もなく大きい太刀の作刀を依頼した。
作刀に際して、国綱は門弟である伊藤百合蔵国寿（くにひさ）ら5名と助手の2名を従えて、斎戒沐浴を行った上で砂鉄300貫（1125キログラム）を鍛えた。焼入れの際には川の水を堰き止めるほどであった。式年大祭による奉納後は祭りにたびたび利用されており、1955年（昭和30年）ごろまでの約20年ほどは、夏祭りのときに大勢で担いで町を練り歩いていた。3,40名の若者が交代して大太刀を担ぐ様子はとても勇壮であったとされている。1973年（昭和48年）9月22日、市指定第1号として下松市の有形文化財に指定される。2018年（平成30年）現在は花岡八幡宮の宝物殿で保管されており、秋の例祭など年2回程度一般公開されている。

## 作風

### 刀身
刃長は345.5センチメートルであり、茎（なかご、柄に収まる手に持つ部分）長は120センチメートル。反り28センチメートル、幅は13センチメートル、厚さ3センチメートル、重量75キログラムとなっている。本作も正規の刀と同様に鍛えられており、ヤスリをかけるもなかなか受けつけず、研ぎ出すと匂いも出ており鎚跡（つちあと）も残っている。
人間用の刀の約5倍のサイズであり、換算すると刃長は69.1センチメートル、茎は24センチメートル、反りは5.6センチメートルと、定寸（約70センチメートル）より若干短いものとなる。